# Ange Postecoglou
Angelos Postecoglou, dit Ange Postecoglou, né le 27 août 1965 à Athènes en Grèce, est un footballeur international australien reconverti en entraîneur de football. Il est notamment célèbre pour son parcours à la tête de Tottenham Hotspur.

## Biographie

### Carrière de joueur

#### Enfance
Ange Postecoglou est né à Athènes en Grèce. Après que son père Dimitris, a perdu son entreprise après le coup d'État grec de 1967, sa famille émigre en Australie par bateau en 1970 à l'âge de cinq ans, et il grandit à Melbourne. Lors de ses premières années, il joue au football australien et est un supporter du Carlton FC en AFL.

#### South Melbourne FC (1984-1993)
Ange Postecoglou rejoint le club à l'âge de neuf ans. Avec le South Melbourne FC, il fait ses débuts en 1984, et inscrit 19 buts en 193 rencontres. En 1993, il prend sa retraite de footballeur. Il remporte deux titres de champion d'Australie en 1984, puis en 1990-91, ce dernier en tant que capitaine.

#### L’équipe d'Australie (1986-1988)
Avec les moins de 20 ans, il participe à la Coupe du monde des moins de 20 ans 1985, compétition organisée en Union soviétique. Lors du mondial junior, il joue trois matchs. L'Australie est éliminée au premier tour.
Au total, il compte quatre sélections en équipe d'Australie entre 1986 et 1988.
Il est convoqué pour la première fois pour un match amical contre la Tchécoslovaquie le 3 août 1986, lors d'un match nul de 1-1. Il reçoit sa dernière sélection le 16 octobre 1988 contre la Nouvelle-Zélande (victoire 2-0).

### Carrière d'entraîneur

#### South Melbourne FC (1996-2000)
Ange Postecoglou est l'entraîneur du South Melbourne FC de 1996 jusqu'en 2000. Il remporte deux titres consécutifs du NSL en 1997-98, puis en 1998-99 et au titre de champion d'Océanie 1999, ce qui a qualifié le club pour la Coupe du monde des clubs 2000. À la fin de la saison 1999-2000, il quitte le club.

#### Équipe d'Australie U17 et U20 (2000-2007)
Entre 2000 et 2007, il est le sélectionneur national australien des moins de 17 ans et des moins de 20 ans.
Avec les moins de 17 ans, il remporte trois championnats d'Océanie des moins de 17 ans en 2001, 2003 et 2005. Puis, il participe à trois coupes du monde des moins de 17 ans en 2001 (Quart de finale), 2003 (1er tour) et 2005 (1er tour).
Avec les moins de 20 ans, il remporte trois championnats d'Océanie des moins de 20 ans en 2001, 2002 et 2005. Puis, il participe à trois coupes du monde des moins de 20 ans en 2001 (Huitième de finale), 2003 (Huitième de finale) et 2005 (1er tour).
Le 5 février 2007, il est remplacé par Steve O'Connor, après que l'Australie ne se soit pas qualifiée pour la Coupe du monde des moins de 20 ans de 2007.

#### Panachaïkí (2008)
En mars 2008, il est nommé entraîneur du club grec du Panachaïkí en Gámma Ethnikí. Puis, en décembre 2008, il est renvoyé de son poste d'entraîneur.

#### Brisbane Roar puis Melbourne Victory (2009-2013)
Le 16 octobre 2009, il est nommé entraîneur du Brisbane Roar en A-League, et signe un contrat de trois ans.
Brisbane Roar est un club de A-League ambitieux mais sans aucun titre à son palmarès. Dès son arrivée, il implémente un style révolutionnaire basé sur la possession et le mouvement, surnommé "Roarcelona" en hommage au jeu du FC Barcelone.
Sous sa direction, Brisbane remporte deux titres consécutifs en A-League (2011 et 2012), établissant un record de 36 matchs sans défaite et se qualifiant pour la Ligue des champions de l'AFC.
Postecoglou quitte le club après deux ans et demi de succès marquants.
Le 26 avril 2012, il signe un contrat de trois ans avec le Melbourne Victory en A-League. Au début de saison 2013-14, il est sollicité pour prendre les rênes de l'équipe d'Australie. Il quitte donc le club le 31 octobre 2013.

#### Sélectionneur de l'équipe d'Australie (2013-2017)
Ange Postecoglou est nommé sélectionneur de l'Australie le 23 octobre 2013, et signe un contrat de cinq ans, remplaçant l'Allemand Holger Osieck, limogé après des défaites successives de 6-0 contre le Brésil et la France,. Le 19 novembre, pour sa première sortie sur le banc, l'équipe gagne 1-0 contre le Costa Rica, grâce à un but de Tim Cahill.
Le premier tour du Mondial 2014 au Brésil se déroule très mal. Trois défaites contre le Chili (1-3), les Pays-Bas (2-3) et l'Espagne (0-3). L'Australie est éliminée au premier tour.
Lors de la Coupe d'Asie 2015, compétition dans laquelle l'Australie joue à domicile. Les "Socceroos" héritent d'une poule composée de la Corée du Sud, du Koweït et d'Oman, l'Australie remporte facilement ses deux premiers matches 4-1 et 4-0 face au Koweït et Oman avant de s'incliner 0-1 contre la Corée du Sud. En quarts de finale, elle hérite de la Chine qu'elle bat 2-0 avec un doublé de Tim Cahill. En demi-finales elle rencontre les Émirats arabes unis, et s'impose sur le même score de 2-0.
Qualifiée pour la finale pour la deuxième fois d'affilée (depuis sa défaite quatre ans plus tôt face au Japon), l'Australie retrouve les Guerriers Taeguk de la Corée du Sud et prend sa revanche sur sa défaite au premier tour face à ce même adversaire en s'imposant 2-1 a.p. (buts de Massimo Luongo et James Troisi) alors que les Coréens avaient marqué le but de l'égalisation à la dernière minute du temps réglementaire. L'Australie devient le premier pays au monde à être sacré champion continental avec deux confédérations différentes.
Les Australiens participent ensuite à la Coupe des confédérations 2017 en Russie. L'Australie est éliminée au premier tour après une défaite contre l'Allemagne (2-3), et deux matchs nuls contre le Cameroun (1-1) et le Chili (1-1).
Lors du deuxième tour des éliminatoires de la Coupe du monde 2018, l'Australie termine première du groupe B, et se qualifie pour la Coupe d'Asie de 2019, et aussi pour le troisième tour. Puis, lors du troisième tour, l'Australie termine troisième du groupe B.
Lors du quatrième tour, l'Australie remporte contre la Syrie, troisième du groupe A, en matchs aller-retour de barrage (1-1, 2ap-1), puis affronte le quatrième de la zone CONCACAF, le Honduras lors du barrage intercontinental (0-0, 3-1). L'Australie se qualifie pour le Mondial 2018 en Russie. Compétition à laquelle il ne prendra pas part, puisqu'il quittera ses fonctions de sélectionneur quelques jours après cette qualification.

#### Tottenham Hotspur (depuis 2023)
Le 6 juin 2023, le club londonien de Tottenham Hotspur annonce l'arrivée d'Ange Postecoglou au poste d'entraîneur pour un contrat de 4 ans. Pour ses débuts en Premier League, il concède le nul face à Brentford à l'extérieur (2-2). Il fait ensuite forte impression lors de la victoire de son équipe face à Manchester United à domicile (2-0). Prônant un jeu léché portant sur l'offensive et s'appuyant sur de jeunes joueurs, son management diffère grandement de celui de ses prédécesseurs Antonio Conte, Nuno Espirito Santo et José Mourinho. Son équipe effectue un début de saison canon, comptabilisant 3 victoires et un match nul sur les quatre premiers matchs de championnat, malgré une élimination précoce face à Fulham en EFL Cup. Il est alors désigné vainqueur du trophée de l'entraîneur du mois en Premier League. Le 14 septembre 2023, il est nommé parmi les meilleurs entraineurs de l'année par la FIFA pour sa cérémonie The Best aux côtés de Pep Guardiola, Luciano Spalletti, Xavi  et Simone Inzaghi. Le 13 octobre 2023, il remporte le prix d'entraineur du mois de Premier League pour le deuxième mois consécutif, et ce alors que Tottenham pointe à la première place du classement.

## Palmarès

### En tant que joueur
- Avec le South Melbourne FC
  - Champion d'Australie en 1984 et 1991
  - Finaliste de la Coupe d'Australie en 1987

### En tant qu'entraineur
| South Melbourne FC (3)                                                                                        | Équipe d'Australie U17 (3)                                    | Équipe d'Australie U20 (4)                                                                                              | Brisbane Roar (2)                                       | Équipe d'Australie (1)                | Yokohama F. Marinos (1)                                                                                             |
| --- | ------------------------------------------------------------- | --- | ------------------------------------------------------- | ------------------------------------- | --- |
| - Championnat d'Australie (2) - Champion : 1998 et 1999 - Ligue des champions de l'OFC (1) - Vainqueur : 1999 | - Championnat d'Océanie U17 (3) - Champion : 2001, 2003, 2005 | - Championnat d'océanie U20 (3) - Champion : 2001, 2002, 2005 - Championnat d'Asie du Sud-Est U19 (1) - Champion : 2006 | - Championnat d'Australie (2) - Champion : 2011 et 2012 | - Coupe d'Asie (1) - Vainqueur : 2015 | - Championnat du Japon (1) - Champion : 2019 - Coupe de la Ligue - Finaliste : 2018 - Supercoupe - Finaliste : 2020 |

| Celtic FC (5) | Tottenham Hotspur (1)                 |
| --- | ------------------------------------- |
| - Championnat d'Écosse (2) - Champion : 2022 et 2023 - Coupe d'Écosse (1) - Vainqueur : 2023 - Coupe de la Ligue (2) - Vainqueur : 2022 et 2023 | - Ligue Europa (1) - Vainqueur : 2025 |

### Distinctions personnelles
- Élu meilleur entraîneur de la National Soccer League en 1998
- Élu meilleur entraîneur de l'A-League en 2011
- Élu entraîneur asiatique de l'année en 2015
- Élu 3 mois consécutifs entraîneur du mois de Premier League d'août à octobre 2023.

## Statistiques
| South Melbourne FC  | 2 février 1996   | 12 novembre 2000 | 127 | 68  | 27  | 32  | 53,5 |
| Panachaïkí          | 12 mars 2008     | 22 décembre 2008 |     |     |     |     |      |
| Brisbane Roar       | 16 octobre 2009  | 24 avril 2012    | 84  | 42  | 24  | 18  | 50,0 |
| Melbourne Victory   | 26 avril 2012    | 31 octobre 2013  | 32  | 15  | 7   | 10  | 46,9 |
| Australie           | 23 octobre 2013  | 22 novembre 2017 | 49  | 22  | 12  | 15  | 44,9 |
| Yokohama F. Marinos | 1er février 2018 | 9 juin 2021      | 161 | 80  | 28  | 53  | 49,7 |
| Celtic Glasgow      | 10 juin 2021     | 30 juin 2023     | 113 | 83  | 12  | 18  | 73,4 |
| Tottenham Hotspur   | 1er juillet 2023 | -                | 101 | 47  | 15  | 39  | 47,0 |
| Total               | Total            | Total            | 667 | 357 | 125 | 185 | 52.2 |